# Waldemar Maj (duchowny)
Waldemar Maj (ur. 4 lutego 1975) – polski duchowny starokatolicki, od 16 czerwca 2019 roku Zwierzchnik Kościoła Starokatolickiego w Rzeczypospolitej Polskiej.

## Życiorys
Absolwent Uniwersytetu Wrocławskiego. Święcenia diakonatu przyjął w Kościele Starokatolickim w Rzeczypospolitej Polskiej 4 marca 2017 roku, zaś święcenia prezbiteriatu pół roku później, 9 września 2017 r. 16 czerwca 2019 roku, po złożeniu urzędu przez Zwierzchnika Kościoła Starokatolickiego w Rzeczypospolitej Polskiej przez bp. Dariusza Majewskiego, został wybrany jego następcą na tymże urzędzie. Przed objęciem urzędu zwierzchnika Kościoła był rektorem Seminarium Duchownego Kościoła, zaś następnie kanclerzem Kurii Kościoła Starokatolickiego w RP. 14 sierpnia 2021 roku, z rąk abp. Edwarda Jamesa Forda otrzymał święcenia episkopatu.